# Courtaraneus orientalis
Genre
Espèce
Synonymes
- Epeira orientalis Urquhart, 1887

Courtaraneus orientalis, unique représentant du genre Courtaraneus, est une espèce d'araignées aranéomorphes de la famille des Araneidae.

## Distribution
Cette espèce est endémique de Nouvelle-Zélande.

## Description
Le mâle décrit par Framenau, Vink, McQuillan et Simpson en 2022 mesure 7,3 mm et la femelle 11,5 mm

## Systématique et taxinomie
Cette espèce a été décrite sous le protonyme Epeira orientalis par Urquhart en 1887. Elle est placée dans le genre Neoscona par Court et Forster en 1988 puis dans le genre Courtaraneus par Framenau, Vink, McQuillan et Simpson en 2022.
Ce genre a été décrit par Framenau, Vink, McQuillan et Simpson en 2022 dans les Araneidae.

## Étymologie
Ce genre est nommé en l'honneur de David J. Court.

## Publications originales
- Urquhart, 1887 : « On new species of Araneida. » Transactions of the New Zealand Institute, vol. 19, p. 72-118.
- Framenau, Vink, McQuillan & Simpson, 2022 : « A new genus for a large, endemic orb-weaving spider (Araneae, Araneidae) from New Zealand. » New Zealand Journal of Zoology, vol. 49, no 2, p. 129-142.